# Мушакі
Мушакі (пол. Muszaki, нім. Muschaken) — село в Польщі, у гміні Яново Нідзицького повіту Вармінсько-Мазурського воєводства. Населення — 455 осіб (2011).

## Демографія
Демографічна структура станом на 31 березня 2011 року:
|          | Загалом | Допрацездатний вік | Працездатний вік | Постпрацездатний вік |
| -------- | ------- | ------------------ | ---------------- | -------------------- |
| Чоловіки | 225     | 69                 | 147              | 9                    |
| Жінки    | 230     | 55                 | 146              | 29                   |
| Разом    | 455     | 124                | 293              | 38                   |